# 후지타니 미키
후지타니 미키(1973년 9월 15일 ~ )는 일본의 배우이다.

## 출연작

### 영화
- 러브스토리를 너에게(1988년)

### 텔레비전 드라마
- 리틀 보이 리틀 걸 (1989년)